# Manuale d'amore 2 - Capitoli successivi
Manuale d'amore 2 - Capitoli successivi è un film del 2007 diretto da Giovanni Veronesi.
Come il precedente Manuale d'amore, il film è suddiviso in 4 episodi che hanno come argomento principale vari aspetti dell'amore, del sesso e della vita di coppia. I 4 episodi sono legati l'uno all'altro dal filo conduttore di una trasmissione radiofonica e dalla voce del DJ Fulvio, interpretato da Claudio Bisio.
Sparsi nel film ci sono vari camei di personaggi come Fiorello, Valeria Solarino, Syria, Ylenia Baccaro e Marco Mazzoli e Leonardo Pieraccioni.
Eppure sentire (Un senso di te) è il tema musicale del film ed è cantata da Elisa.

## Trama

### Eros
Il giovane Nicola ha un incidente d'auto ed è costretto a rimanere per un periodo sulla sedia a rotelle. La sua splendida fisioterapista Lucia diventa per lui un'ossessione erotica. Una notte lei gli rivela che sta per sposarsi, ma che anche per lei Nicola è diventato un'ossessione erotica e hanno un rapporto sessuale. Successivamente, Nicola cambia fisioterapista, una donna obesa, che lui vede come una punizione divina per aver tradito la sua fidanzata.

### La maternità
Franco e Manuela non riescono a concepire un figlio naturalmente, e si recano a Barcellona per ricorrere alla fecondazione assistita. Nonostante alcuni momenti difficili, riusciranno ad avere una figlia.

### Il matrimonio
Fosco e Filippo sono una coppia gay del Salento. Il padre di Fosco, tuttavia, non ha mai accettato l'omosessualità del figlio e la conseguente relazione sentimentale con Filippo. Hanno deciso, per desiderio soprattutto di Filippo, di andare a sposarsi in Spagna, ma litigano quando Fosco dice di non voler rimanere a vivere nel paese iberico e di non voler adottare un figlio. La sera successiva, però, Fosco subisce un pestaggio dopo una discussione, e l'accaduto gli dà modo di valutare nuovamente la possibilità del matrimonio. Raggiunto da Filippo, i due si riappacificano e decidono di sposarsi a Barcellona, arrivando con un'ora di ritardo al comune.

### Amore estremo
Il cinquantenne Ernesto conduce una vita monotona, sposato con una milanese oziosa e con una figlia coatta. Riscopre la vera passione grazie alla giovane spagnola Cecilia, a Roma per incontrare il padre che non ha mai conosciuto. I due instaurano una relazione; la moglie di Ernesto scopre che lui l'ha tradita, ma invece di arrabbiarsi lo perdona. Lui allora lascia la casa. In discoteca con Cecilia però ha un infarto; lei decide di tornare in Spagna, lui torna con la sua famiglia, senza però dimenticare Cecilia.

## Produzione

### Riprese
Le riprese del film iniziarono il 3 luglio 2006.

## Distribuzione
Il film uscì il 19 gennaio 2007.
Al primo weekend d'esordio incassò 6000000 €, e in totale 19000000 €.

## Colonna sonora
1. Elisa - One Step Away
2. Paolo Buonvino - La sveglia
3. Massimo Bonano - Shake the World
4. Paolo Buonvino - Fisioterapie
5. Ali Soleimani Noori - She's in the Wind That Blows
6. Paolo Buonvino - Nonna Lisa
7. Paolo Buonvino - Il cane
8. Paolo Buonvino - Scusa amore!
9. Paolo Buonvino - C'è la neve nei miei ricordi...
10. Paolo Buonvino - Ernando
11. Paolo Buonvino - Mio padre
12. Paolo Buonvino - La lavandina
13. Paolo Buonvino - Il crampetto
14. Paolo Buonvino - Torna depresso
15. Paolo Buonvino - Mayday, Mayday
16. Ali Soleimani Noori - The Coldest Snow
17. Elisa - Eppure sentire (un senso di te) (Unplugged Version)

## Sequel
Il film ha un terzo seguito, Manuale d'amore 3, uscito nelle sale cinematografiche il 25 febbraio 2011.